# Amerikansk Bluff
Amerikansk Bluff er en amerikansk stumfilm fra 1917 af John Emerson.

## Medvirkende
- Douglas Fairbanks som Jeff Hillington
- Eileen Percy som Nell Larabee
- Calvert Carter som Tom Larabee
- Charles Stevens som Pedro
- Sam De Grasse som Steve Shelby